# Олег Шалаев
Олег Шалаев е руски футболист, полузащитник. Играе за отбора на Хасково.

## Кариера
Като юноша Шалаев тренира в известната футболна школа Смена. Когато е на 14 години, е забелязан от Краснодар 2000. В този отбор Олег прави първите си стъпки в професионлания футбол. Записва 50 мача и отбелязва 5 гола. След като отборът се разпада, Олег преминава в Спартак Налчик. Там играе само за дублиращата формация и записва 1 среща за Купата на Русия. През 2011 преминава в Криля Советов, но също не записва нито един мач в първенството. Треньорът Андрей Кобелев не разчита на младия талант. В началото на 2013 е даден под наем до края на сезона на Енисей (Красноярск). Шалаев записва 2 срещи за отбора от ФНЛ. През лятото на 2013 кара пробен период в Славия. Шалаев е одобрен и подписва договор с „белите“. Дебютира срещу Локомотив (София), а Славия печели с 3-1. В мача с Берое Шалаев вкарва първия си гол за Славия, но отборът му губи с 2-1. Руският полузащитник се утвърждава като несменявам титуляр в състава на „белите“. Към края на 2013 интерес към него проявява Левски (София). След края на сезона е освободен. През октомври 2014 г. преминава в Хасково.

## Личен живот
Шалаев е женен. Запознава се със съпругата си Олеся по време на престоя си в Енисей (Красноярск). Футболистът е привърженик на Манчестър Юнайтед, а идолът му е Рой Кийн.